# نيك فوينتيس
نيكولاس جوزيف فوينتيس (بالإنجليزية:  Nicholas Joseph Fuentes)‏ (مواليد 18 أغسطس 1998) هو سياسي أمريكي من أقصى اليمين وناشط ومقدم بث مباشر يروج لوجهات نظر تفوق العرق الأبيض وكراهية النساء ومعاداة السامية. تم إغلاق صفحته على اليوتيوب بشكل دائم في فبراير 2020 بسبب انتهاك سياسة خطاب الكراهية على اليوتيوب. لقد روّج فوينتيس لنظريات المؤامرة المعادية للسامية ضد اليهود ودعا إلى «حرب مقدسة» ضدهم، ونفى الهولوكوست. وقد تم وصفه بأنه من النازيين الجدد من قبل مصادر مختلفة. يعرّف فوينتيس نفسه بأنه عضو في حركة العزوبة غير الطوعية، ومؤيد للاستبداد، ومؤمن بالتكاملية، وقومي مسيحي.
بالتعاون مع باتريك كيسي، الزعيم السابق لمنظمة النازيين الجدد الهوية الأوروبية [الإنجليزية] في عام 2019، بدأ أتباع فوينتيس، المعروفون باسم جرويبرز [الإنجليزية]، في إزعاج جولة حرب الثقافة نقطة تحول الولايات المتحدة الأمريكية، بما في ذلك حدث خطابي لدونالد ترامب جونيور. في عام 2020، سعياً لإنشاء مؤتمر للعنصريين البيض لمنافسة مؤتمر العمل السياسي المحافظ، بدأ فوينتيس في عقد مؤتمر العمل السياسي الأمريكي السنوي. حضر فوينتيس مسيرة العنصريين البيض في شارلوتسفيل عام 2017،  وكان أيضًا أحد الحاضرين والمتحدثين في الأحداث التي سبقت هجوم مبنى الكابيتول الأمريكي في 6 يناير. لقد شجع استخدام النكات والسخرية بين الجماعات القومية البيضاء، مشيرًا إلى أنها «مهمة للغاية لتوفير قدر كبير من الغطاء والإنكار المعقول لآرائنا».
في نوفمبر 2022، تناول فوينتيس ومغني الراب الأمريكي كاني ويست عشاءً خاصًا مع دونالد ترامب. وقد أدان المعلقون هذا الاجتماع على نطاق واسع، ووصفته صحيفة نيويورك تايمز بأنه «ربما تكون اللحظة الأكثر إزعاجًا في تاريخ الولايات المتحدة منذ نصف قرن أو أكثر» بالنسبة لليهود الأميركيين.

## نشأته
وُلِد نيكولاس جوزيف فوينتيس في 18 أغسطس 1998، لويليام ولورين ( اسم الولادة تشيكو). عاش فوينتيس في لاجرانج بارك، إلينوي، وتلقى تعليمه في مدرسة ليونز تاونشيب الثانوية، حيث كان رئيسًا لمجلس الطلاب. درس العلاقات الدولية التمهيدية والسياسة خلال سنته الأولى في جامعة بوسطن. انسحب في عام 2017 بعد إكمال سنته الجامعية الأولى، مشيرًا إلى أنه تلقى تهديدات لحضوره مسيرة توحيد اليمين العنصرية البيضاء في شارلوتسفيل بولاية فرجينيا. قال إنه سينتقل إلى جامعة أوبورن في خريف عام 2017، قائلاً إن أوبورن «تتمتع بطقس أفضل وأشخاص أفضل» لكنه في النهاية «لم يؤكد تسجيله».

## حياته الشخصية
وفقًا لفوينتيس، فهو من أصل مكسيكي من خلال أسلافه من جهة الأب وهو كاثوليكي.
يصف فوينتس نفسه بأنه «إنسل»، على الرغم من أن بعض مؤيديه انتقدوه لكونه «عازبًا طوعيًا» بعد أن اعترف بأنه قبل فتاة عندما كان في المدرسة الثانوية. وصف نفسه بأنه «الرجل الأكثر استقامة» وحاول الدفاع عن نفسه باعتباره إنسل من خلال الادعاء بأن «الموقف الوحيد المستقيم حقًا بين المغايرين جنسياً هو أن تكون إنسل»، حيث أن «ممارسة الجنس مع النساء أمر مثلي... ما هو أكثر مثلية من أن تكون مثليًا، 'أحتاج إلى العناق. أحتاج إلى القبلات ... أحتاج إلى قضاء الوقت مع امرأة».

### محاولة القتل المزعومة

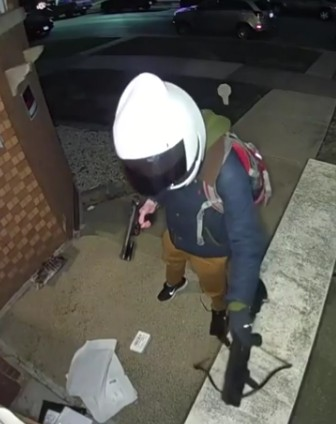
صورة لمطلق النار، جون ليونز البالغ من العمر 24 عامًا، خارج منزل فوينتيس

في الساعة 11:30 مساءً يوم 18 ديسمبر 2024، ظهر رجل مسلح بمسدس وقوس ونشاب في منزل فوينتيس في بيروين، إلينوي. تم التعرف على الرجل على أنه جون ليونز البالغ من العمر 24 عامًا من ويستشستر، وكان مشتبهًا به في قتل أم وطفليها البالغين في ماهوميت في وقت سابق من اليوم. وبعد وصول الشرطة، فر ليونز، واقتحم مسكن جار فوينتيس، حيث قتل كلبين. ثم فر ليونز إلى الفناء الخلفي، حيث رفض أوامر الشرطة وتبادل إطلاق النار معهم قبل أن يُقتل برصاصة قاتلة. وأصدر فوينتيس بيانًا على حسابه إكس، حيث كتب: «في الليلة الماضية، حاول قاتل مسلح اغتيالي في منزلي، والذي تم الكشف عنه مؤخرًا على هذه المنصة». وكتب أيضًا: «كان المسلح يحمل مسدسًا وقوسًا ونشابًا وأجهزة حارقة. أعتقد أنه كان ينوي قتلي. لقد مات الآن. أنا بخير!»

## الأنشطة السياسية

### الأنشطة المبكرة
بدأ فوينتيس التعليق على السياسة من خلال محطة إذاعية وتلفزيونية محلية تستضيفها مدرسته الثانوية، حيث تبنى وجهات النظر المحافظة السائدة. يستضيف البث المباشر المتسلسل أمريكا أولا مع نيكولاس جيه فوينتيس، والذي بدأه في عام 2017 خلال سنته الأولى في جامعة بوسطن. تتميز أمريكا أولاً باستخدام فوينتيس المتكرر للنكات والسخرية لجذب الجيل زد مع توفير إنكار معقول لآرائه المتطرفة في كثير من الأحيان.
في برنامجه في أبريل 2017، أكد فوينتيس أن خطاب المسلمين لم يكن مشمولاً بالتعديل الأول لدستور الولايات المتحدة، وتابع قائلاً: «من يدير وسائل الإعلام؟ العولميون. حان الوقت لقتل العولميين» و«أريد أن يتم القبض على الأشخاص الذين يديرون شبكة سي إن وترحيلهم أو شنقهم لأن هذا متعمد». أصدر ناشر البرنامج في ذلك الوقت، شبكة رايت سايد للبث، اعتذارًا، واصفًا التعليقات بأنها «غير مقبولة» و«غير مناسبة». بعد هذه التعليقات وغيرها، بالإضافة إلى الدعاية حول حضوره في مسيرة توحيد اليمين، غادر شبكة آر إس بي إن في أغسطس 2017. في فبراير 2022، ادعى فوينتيس أنه تم طرده من قبل الرئيس التنفيذي لشركة آر إس بي إن جو سيلز.
كان يستضيف بودكاست المراجعة القومية مع قومي أبيض آخر، جيمس ألسوب، حتى يناير 2018. وفقًا لمركز قانون الفقر الجنوبي، «حدث خلاف علني بين الاثنين حيث اتهم كل مضيف الآخر بالكسل وسوء التصرف ومجموعة متنوعة من الإهانات التافهة». في أبريل 2018، تحدث فوينتيس في مؤتمر النهضة الأمريكية.

### نقد نقطة تحول الولايات المتحدة الأمريكية
انتقد فوينتيس مرارًا وتكرارًا منظمة نقطة تحول الولايات المتحدة الأمريكية ومؤسسها تشارلي كيرك، متهمًا إياهم بخيانة دونالد ترامب من خلال الدعوة لصالح الهجرة القانونية الجماعية، ودعم المساعدات الخارجية لإسرائيل، والقضايا المثلية. طوال شهري أكتوبر ونوفمبر 2019، كان مؤيدوه حاضرين في العديد من فعاليات الخطابة العامة التي نظمها كيرك، والتي تضمنت متحدثين ضيوف بما في ذلك دونالد ترامب جونيور، ولارا ترامب، وكيمبرلي جيلفويل. غالبًا ما تضمنت هذه الحملات طرح أسئلة دفعت المشاهدين إلى البحث عن نظريات المؤامرة والخدع اليمينية المتطرفة والمعادية للسامية عبر الإنترنت. ووصف فوينتيس الحملة بأنها جهد شعبي لكشف أن منظمة نقطة تحول الولايات المتحدة الأمريكية تتعارض أيديولوجيًا مع الأيديولوجية التي يتبناها دونالد ترامب وغيره من الشعبويين اليمينيين. ونتيجة لهذه الحملة، تبرأ بعض الساسة والخبراء اليمينيين من فوينتيس، ووصفوا معتقداته بأنها متطرفة ولا تتوافق مع التيار المحافظ السائد.
في ديسمبر 2019، اقترب فوينتيس من المعلق السياسي المحافظ بن شابيرو، الذي كان يمشي مع زوجته وأطفاله الصغار، خارج حدث منظمة نقطة تحول الولايات المتحدة الأمريكية في ويست بالم بيتش بولاية فلوريدا. وكان فوينتيس قد سأل شابيرو عن سبب إلقائه خطابًا في جامعة ستانفورد يهاجم فيه فوينتيس. تم تصوير اللقاء وأثار انتقادات واسعة النطاق لفوينتيس.

### مؤتمر العمل السياسي لأمريكا أولاً
وقد حظي فوينتيس بدعم المعلق المحافظ ميشيل مالكين، الذي وافق على التحدث في مؤتمره السنوي الأول للعمل السياسي الأمريكي الأول في فبراير 2020 ومرة أخرى في مؤتمره الثاني في فبراير 2021. في نوفمبر 2019، تم طرد مالكين من قبل مؤسسة يونغ أميركا بعد 17 عامًا من العمل بسبب دعمها لفوينتيس.
استضاف فوينتيس حدثه السنوي الثاني للعمل السياسي الأمريكي السنوي في فبراير 2021، وتحدث إلى جانب مالكين والسياسيين ستيف كينج وبول جوسار. وفي وقت لاحق من ذلك الشهر، تم منعه من دخول فندق حياة ريجنسي أورلاندو، حيث حاول «إثارة الشغب» في قاعة مؤتمر العمل السياسي المحافظ.
تم إبعاد فوينتيس مرة أخرى من مؤتمر العمل السياسي المحافظ في يوليو 2021 بسبب مضايقته لصحفي. في حدث أقيم عبر الشارع، قال إنه الآن بعد حظره من تويتر، «ليس لدي ما أخسره. سيكون هذا الخطاب الأكثر عنصرية وتمييزًا على أساس الجنس ومعاداة للسامية وإنكارًا للهولوكوست في دالاس بالكامل هذا الأسبوع».
استضاف فوينتيس حدث العمل السياسي الأمريكي السنوي السنوي الثالث في فبراير 2022. حضرت مارغوري تايلور جرين، ممثلة الولايات المتحدة في الدائرة الرابعة عشرة في جورجيا، المؤتمر، بينما قامت جانيس ماكجيشين، نائبة حاكم ولاية أيداهو آنذاك، وجوسار بتسجيل مقاطع فيديو مسبقًا تم عرضها في الحدث. وقد تعرض هذا القرار لانتقادات شديدة، بما في ذلك من جانب سياسيين آخرين من الحزب الجمهوري مثل ميت رومني. وقالت جرين لاحقًا إنها لا تعرف من هم منظمي المؤتمر.
في يونيو 2024، مُنع فوينتيس والمؤثر اليميني المتطرف جيك شيلدز من حضور مؤتمر نقطة تحول العمل في ديترويت. تم إلغاء مؤتمر العمل السياسي الأمريكي السنوي 2024 من قبل المكان، لكنهم عقدوا حدثًا بديلًا، حضره أيضًا سليمان أحمد، المعلق المناهض لإسرائيل عبر الإنترنت، وديفيد ديوك، العضو السابق في جماعة كو كلوكس كلان.

### العلاقة مع هجوم الكابيتول في 6 يناير
كان فوينتيس من بين الأفراد والجماعات اليمينية المتطرفة الذين شاركوا في المظاهرات التي أدت إلى هجوم مبنى الكابيتول الأمريكي في السادس من يناير. في احتجاج مؤيد لترامب في واشنطن العاصمة، في ديسمبر 2020، قاد فوينتيس حشدًا من الناس يهتفون «دمروا الحزب الجمهوري» وشجعهم على عدم المشاركة في انتخابات الإعادة الخاصة بمجلس الشيوخ الأمريكي في جورجيا. في فبراير 2021، تم عرض مقطع فيديو لخطابه أثناء محاكمة عزل دونالد ترامب الثانية من قبل مندوبة مجلس النواب ستايسي بلاسكيت.
وكان فوينتيس من بين مجموعة من النشطاء والجماعات اليمينية المتطرفة الذين تلقوا تبرعات كبيرة بالبيتكوين من متبرع فرنسي في 8 ديسمبر 2020. حصل فوينتيس على 13.5 بيتكوين (أي ما يعادل حوالي 681،750 دولارًا في ذلك الوقت)، وهو ما كان يمثل الحصة الأكبر على الإطلاق. ونشر المتبرع أيضًا رسالة انتحار على ما يبدو، وفقًا لمجموعة التحليل التسلسلي سلسلة الكتل. لم يتم تأكيد حالة المتبرع بعد. بدأ مكتب التحقيقات الفيدرالي تحقيقًا لمعرفة ما إذا كان أي من هذه الأموال قد ذهب لتمويل أعمال غير قانونية، مثل اقتحام مبنى الكابيتول الأمريكي.
في الثاني عشر من ديسمبر 2020، في تجمع حاشد أقيم في اليوم التالي لرفض المحكمة العليا الأمريكية النظر في قضية تكساس ضد بنسلفانيا، تحدث فوينتيس إلى حشد من المؤيدين في ساحة الحرية، قائلًا: «نحن وأسلافنا من خلق كل ما هو جيد تراه في هذا البلد. كل هؤلاء الأشخاص الذين استولوا على بلدنا—لسنا بحاجة إليهم.... إنه الشعب الأمريكي وزعيمنا دونالد ترامب ضد كل شخص آخر في هذا البلد وهذا العالم... كان آباؤنا المؤسسون سينزلون إلى الشوارع، وسيستعيدون هذا البلد بالقوة إذا لزم الأمر. وهذا ما يجب أن نكون مستعدين للقيام به».
في 4 يناير 2021، قبل يومين من اقتحام مبنى الكابيتول الأمريكي، ناقش فوينتيس قتل المشرعين في الولاية الذين لم يكونوا راغبين في إلغاء نتائج انتخابات 2020، قائلاً: «ماذا يمكننا أن نفعل مع مشرع الولاية—إلى جانب قتلهم؟ لا ينبغي لنا أن نفعل ذلك. أنا لا أنصح بذلك، لكن أعني، ماذا يمكنك أن تفعل غير ذلك، أليس كذلك؟»
وفقًا للعديد من وسائل الإعلام، كان فوينتيس جزءًا من الغوغاء الذين هاجموا مبنى الكابيتول. أفاد مركز قانون الفقر الجنوبي أن فوينتيس كان «مرئيًا في كل من البث المباشر والصور وسط حشد من المتمردين المؤيدين لترامب... يرتدي ما يبدو أنه شارة ڤي آي بي». على الرغم من أنه لم يدخل المبنى، إلا أنه زُعم أنه صرخ مشجعًا مثيري الشغب على «الاستمرار في التحرك نحو مبنى الكابيتول» وأنهم «سيستعيدون مبنى الكابيتول». اعترف فوينتيس نفسه بحضوره أثناء الهجوم لكنه نفى السلوك الإجرامي، ووصف الشائعات التي تفيد بأن شخصية مجهولة الهوية شوهدت داخل مكتب رئيسة مجلس النواب نانسي بيلوسي بأنها «أخبار كاذبة».
في 19 يناير 2022، أصدرت لجنة مجلس النواب الأمريكي المعنية بهجوم 6 يناير استدعاءً إلى فوينتيس.

### عشاء مع دونالد ترامب في مار إيه لاغو
في 22 نوفمبر 2022، استضاف دونالد ترامب فوينتيس وكاني ويست لتناول العشاء في مقر إقامة ترامب في مار إيه لاغو في فلوريدا. وكان اللقاء بناء على طلب الغرب. وقال ويست إن ترامب «أعجب حقًا بنيك فوينتيس». أصدر ترامب بيانًا قال فيه إنه بعد الاتصال به في وقت سابق من الأسبوع لترتيب الزيارة، «ظهر ويست بشكل غير متوقع مع ثلاثة من أصدقائه، الذين لم أكن أعرف عنهم شيئًا»، والذين تناول ترامب العشاء معهم، وأن «العشاء كان سريعًا وبدون أحداث».
وأضاف ترامب بعد عدة أيام أنه التقى ويست «لمساعدة رجل مضطرب بشكل خطير، وهو أسود بالصدفة... وقد تعرض للدمار في عمله وفي كل شيء آخر تقريبًا». كما اعترف ترامب أيضًا بنصح ويست بالانسحاب من السباق.

قدم أعضاء الاجتماع روايات متناقضة لما حدث. وفقًا لأكسيوس:
... وذكر مصدر أن ترامب «بدا منبهرًا للغاية» بفوينتيس و«أعجب بقدرة الشاب البالغ من العمر 24 عامًا على سرد الإحصائيات وتذكر الخطب التي يعود تاريخها إلى حملته الانتخابية في عام 2016». وفي إعادة صياغة للمحادثة، قال المصدر إن فوينتيس أخبر الرئيس أنه يفضل أن يكون «أصيلاً»، وأن ترامب بدا وكأنه مكتوب له ولا يشبه نفسه خلال خطاب إعلان حملته الانتخابية لعام 2024 الأخير. ورد ترامب قائلا: «أنت تحب الأمر بشكل أفضل عندما أتحدث بشكل مرتجل»، حسبما قال المصدر. وأجاب فوينتيس بأنه يفعل ذلك، ووصف ترامب بأنه رئيس «مذهل» عندما يكون غير مقيد. وأضاف المصدر «كان هناك الكثير من التملق ذهابا وإيابا».
كما ذكر ويست أنه بعد أن طلب من ترامب أن يكون مرشحه لمنصب نائب الرئيس، «بدأ ترامب يصرخ في وجهي على الطاولة قائلاً لي إنني سأخسر–أعني هل نجح هذا مع أي شخص في التاريخ. قلت له انتظر، انتظر، انتظر، ترامب، أنت تتحدث إلى يي».

#### العواقب وردود الأفعال
حظي الاجتماع باهتمام وتعليق كبيرين من قبل الشخصيات السياسية المحلية والدولية. وقد اعتُبر طبيعة الحدث—الذي استضاف فيه رئيس سابق ضيوفًا لديهم معتقدات معادية للسامية بشكل علني—«غير مسبوق» في العصر الحديث، ولقي انتقادات شديدة من الحزبين لترامب، حيث وجه زعماء الحزب الجمهوري في الكونغرس الأمريكي توبيخًا نادرًا لترامب. أثارت الفضيحة تساؤلات حول قدرة ترامب على الترشح في انتخابات عام 2024. وقد وصف كاتب في صحيفة نيويورك تايمز المناقشة التي أعقبت ذلك بين اليهود الأميركيين بأنها «ربما تكون اللحظة الأكثر إزعاجاً في تاريخ الولايات المتحدة منذ نصف قرن أو أكثر». وزعم المعلقون والسياسيون أن فشل ترامب في إدانة معاداة السامية والعنصرية من قبل الضيوف كان بمثابة قبول ضمني لمعتقداتهم.
في البداية، حاول ترامب الدفاع عن العشاء في تغريدة، مؤكدا للمنتقدين أن ويست «لم يعبر عن أي آراء معادية للسامية على طاولة العشاء».
وبحسب صحيفة واشنطن بوست، اعتقد ترامب في البداية أن أحداث المساء سوف «تنتهي». ولكن بحلول الأول من ديسمبر/كانون الأول، كانت الإجراءات اللاحقة التي اتخذها ويست وفوينتيس بعد العشاء قد «رسمت صورة مختلفة» للوضع.
وزعم المعلق تشارلي سايكس أن «ترامب كان ثابتًا في إحجامه عن الإساءة إلى ما يعتبره جزءًا أساسيًا من القاعدة التي رعاها على مر السنين. فهو لا يعتذر عن الارتباط بالنازيين الجدد الصريحين، ولا يرغب في إصدار إدانات صريحة لمعاداة السامية. ترامب على استعداد لجذب هذا القصف من الازدراء لسبب بسيط واحد: فهو يعتقد أنه استغل شيئًا ما في الناخبين الأمريكيين، وخاصة بين المسيحيين الإنجيليين، الذين لديهم مواقف راسخة—ولكنها معقدة—تجاه إسرائيل واليهود».
صرح مايك بنس، نائب الرئيس الأمريكي السابق الذي خدم خلال رئاسة ترامب الأولى : «أعتقد أنه يجب عليه الاعتذار عن ذلك، ويجب عليه إدانة هؤلاء الأفراد وخطابهم البغيض دون تحفظ». ووصف رئيس الوزراء الإسرائيلي المكلف بنيامين نتنياهو الاجتماع بأنه «خطأ». وفي مقابلة لاحقة، قال: «... في هذا الشأن، فيما يتعلق بكاني ويست والضيف الآخر غير المقبول [نيك فوينتيس]، أعتقد أنه ليس غير مقبول فحسب، بل إنه خطأ. وآمل أن يجد طريقه للابتعاد عن الأمر وإدانته».

## الآراء السياسية
صرح فوينتيس أن هدفه هو تحويل الحزب الجمهوري إلى «حزب رجعي حقيقي». يعارض فوينتيس بشدة الهجرة، والتي يعتقد أنها تشكل تهديدًا ديموغرافيًا للولايات المتحدة. فوينتيس يعارض النسوية. ويأمل أن يتمكن اليمين البديل من إزاحة المحافظين والحزب الجمهوري، منتقدًا الجماعات المحافظة السائدة ومدعيًا أن «الناخبين الجمهوريين المسيحيين يتعرضون للخداع» لأن «الحزب الجمهوري يديره اليهود والملحدون والمثليون جنسياً». كتبت تيس أوين، مراسلة صحيفة فايس، أن فوينتيس «وضع نفسه في موقع الزعيم الروحي لحركة الشباب القومية المتطرفة».

### التفوق الأبيض ومعاداة السامية
تحدث فوينتيس بشكل إيجابي عن «موجة مد من الهوية البيضاء» في أعقاب حضوره مسيرة توحيد اليمين في شارلوتسفيل عام 2017 ويرى أن «النواة الديموغرافية البيضاء» في أمريكا تشكل عنصرًا أساسيًا في هوية البلاد. على الرغم من الترويج لمعتقدات تفوق العرق الأبيض، مثل نظرية مؤامرة الإبادة الجماعية البيضاء، ادعى فوينتيس أنه ليس من أنصار تفوق العرق الأبيض، واصفًا المصطلح بأنه «إهانة مناهضة للعرق الأبيض». يريد فوينتيس أن تكون الولايات المتحدة دولة بيضاء مسيحية وقد أوضح أنها ليست دولة «يهودية مسيحية».
كما أن فوينتيس لديه آراء معادية للسامية وينكر الهولوكوست. في يناير/كانون الثاني 2019، بث فوينتيس مونولوجًا أشار فيه إلى أنه يشكك في حصيلة القتلى التي بلغت 6 ملايين يهودي في الهولوكوست. وقد نفى فوينتيس لاحقًا أن يكون قد أنكر الهولوكوست، ووصف مونولوجه بأنه «هجاء». تستشهد الإذاعة الوطنية العامة بهذا كمثال على استخدام فوينتيس للسخرية لتجنب العواقب المترتبة على كلماته، مستشهدة بمقطع فيديو من عام 2020 حيث قال فوينتيس، «السخرية مهمة للغاية لتوفير الكثير من الغطاء والإنكار المعقول لوجهات نظرنا»، وخاصة فيما يتعلق بإنكار الهولوكوست.
خلال خطابه في مؤتمر العمل السياسي لأمريكا أولاً لعام 2022، أشاد فوينتيس «بشكل ساخر» بأدولف هتلر. في عام 2023، دعا إلى إعدام «اليهود الخائنين»، من بين مجموعات أخرى أطلق عليها «الأشرار»، مشيرًا إلى أنه يجب «إنزال عقوبة الإعدام بهم».

### فلاديمير بوتن
خلال خطابه في مؤتمر العمل السياسي لأمريكا أولاً الذي أشاد فيه بهتلر، قال فوينتيس إن وسائل الإعلام كانت تقارن فلاديمير بوتن بهتلر «كما لو أن هذا ليس بالأمر الجيد». كما سأل فوينتيس الجمهور، «هل يمكننا الحصول على جولة من التصفيق لروسيا؟»، والذي تبعه تصفيق حار وهتافات «بوتن! بوتن!»
في 10 مارس 2022، أشاد فوينتيس بـ«القيصر بوتن» بسبب الغزو الروسي لأوكرانيا، والذي ادعى أنه كان يهدف إلى «تحرير أوكرانيا من الشيطان الأكبر ومن الإمبراطورية الشريرة في العالم، وهي الولايات المتحدة».

### التكاملية الكاثوليكية والقومية المسيحية
فوينتيس هو تكاملي ووطني مسيحي. لقد قال: «إما أن تكون كاثوليكيًا أو مع اليهود»، وأعرب عن دعمه للحكومة الكاثوليكية والإعلام الكاثوليكي. ويؤيد فوينتيس الحكم الديني المسيحي بدلاً من ما يسميه «حكومة محتلة من قبل اليهود».
وصف فوينتيس نفسه بأنه رجعي يدعم الاستبداد، والملكية الكاثوليكية، والحرب العادلة، والحروب الصليبية، ومحاكم التفتيش. يعارض فوينتيس الديمقراطية.

### مرض فيروس كورونا 2019
نشر فوينتيس بشكل متكرر نظريات المؤامرة والمعلومات المضللة المحيطة بلقاحات كوفيد-19 المعتمدة من قبل إدارة الغذاء والدواء.
في ديسمبر 2020، ورد أن فوينتيس دخل في مشادة كلامية على متن رحلة جوية بسبب فرض ارتداء الكمامات. في أبريل 2021، ذكرت مجلة سالون أن «نيكولاس فوينتيس وجيشه من «جرويبر» انضموا إلى مجتمع مناهضي لقاحات فيروس كورونا». في ذلك العام، شرع في جولة خطابية مناهضة للقاحات، حيث روج لخدع حول لقاحات كوفيد-19.

### حقوق المثليين والمرأة
لقد تحدث ضد «أجندة المثليين»، ووصف المتحولين جنسياً وزواج المثليين بـ«الانحراف». في فيلم وثائقي بثته هيئة الإذاعة البريطانية (بي بي سي) في عام 2022، قال فوينتيس للصحفي البريطاني لويس ثيروكس إنه يعتقد أنه سيكون من الأفضل إذا لم تتمتع النساء بحق التصويت.

#### حقوق الإنجاب
وفي أعقاب قرار قضية دوبس ضد جاكسون الذي ألغى قضية رو ضد وايد في يونيو/حزيران 2022، أشاد فوينتيس بالمحكمة العليا للولايات المتحدة لإصدارها هذا القرار. وقال إن «اليهود وقفوا في طريق» القيام بذلك، وأن قرار دوبس يعني أن «حظر زواج المثليين عاد إلى القائمة، وحظر اللواط عاد إلى القائمة، وحظر وسائل منع الحمل عاد إلى القائمة، وفي الأساس نحن نشهد شيئًا مثل حكم طالبان في أمريكا، بطريقة جيدة».
في يوليو 2023، ظهر فوينتيس في بودكاست طازج ومناسب [الإنجليزية]، وذكر أن النساء «آلات أطفال» لأن «هذا هو ما يدور حوله عقلهن».

| نيكولاس ج. فوينتس | تويتر |
| ‎@NickJFuentes     |       |

             جسدك، خياري. للأبد.
         

        5 نوفمبر 2024

في نوفمبر 2024، بعد فوز دونالد ترامب في الانتخابات الرئاسية الأمريكية لعام 2024، سخر فوينتيس من مؤيدي حقوق الإنجاب، حيث غرد قائلاً: «جسدك. خياري. للأبد.» تمت مشاهدة المنشور أكثر من 100 مليون مرة. أصبحت العبارة شائعة على تيك توك، حيث أفادت المستخدمات الإناث أن الحسابات كانت تعلق «جسدك، خياري» بأعداد كبيرة على منشوراتهن. في الثامن من نوفمبر/تشرين الثاني، نشر معهد الحوار الاستراتيجي تقريراً يوضح بالتفصيل الزيادة الهائلة في استخدام العبارة على X (تويتر سابقاً)، وتيك توك، وفيسبوك، وريديت في اليوم التالي لانتخابات عام 2024. كما لاحظوا حالات استخدامه خارج الشبكة، وخاصة في المدارس الثانوية والجامعات.

### طالبان
أشاد فوينتيس بالجانب الديني المحافظ لحكم طالبان. بعد سقوط الحكومة الأفغانية في أيدي طالبان أثناء انسحاب القوات الأمريكية في أغسطس 2021، نشر فوينتيس على خدمة الرسائل تيليجرام، «طالبان قوة محافظة ودينية، والولايات المتحدة لا تؤمن بالله وليبرالية. إن هزيمة الحكومة الأمريكية في أفغانستان هي بلا شك تطور إيجابي».

### دونالد ترامب
كان فوينتيس ينتقد ترامب بشكل متزايد في عام 2024. في 9 أغسطس 2024، نشر على إكس أنه «أعلن حرب جرويبر جديدة ضد حملة ترامب لعام 2024»، حيث «اختطفت حملته من قبل نفس المستشارين وجماعات الضغط والمانحين الذين هزمهم في عام 2016، وهم يفسدونها»، وكانت «تتجه نحو خسارة كارثية». (فاز ترامب بالانتخابات لاحقًا).
بدأ فوينتيس في دعوة أتباعه إلى «جلب الطاقة من خلال الميمات والتعديلات والردود والمتصيدين» بهدف الضغط على حملة ترامب لتبني مواقف أكثر يمينية بشأن العرق والهجرة، فضلاً عن حث دونالد ترامب على طرد مستشاري حملته، كريس لاسيفيتا وسوزي ويلز. بالإضافة إلى توجيه أتباعه لجعل مطالبهم رائجة على تويتر و تروث سوشل، هدد فوينتيس «بتصعيد الضغط في العالم الحقيقي»، وحث المتابعين على حجب أصواتهم والاحتجاج على مسيرات ترامب في الولايات المتأرجحة.
في نوفمبر/تشرين الثاني، انتقد فوينتيس مؤيدي ترامب لارتدائهم أكياس القمامة بعد تجمع صعد فيه دونالد ترامب إلى شاحنة قمامة ردًا على تصريحات الرئيس جو بايدن حول أتباعه. ووصف هذه اللحظة بأنها لحظة إدراك أن «الترامبية كانت طائفة دينية»، وهو ما يوضح «التفاني العبودي» لأنصارها، الذين «سيأكلون أي شيء». وقال: «كانت تلك اللحظة التي أدركت فيها أنها ذهبت إلى أبعد من ذلك، إنها وحش فرانكشتاين، لقد خلقنا غولوم»، ووصف الترامبية بأنها «عملية احتيال عملاقة تشبه الطائفة».

## وسائل التواصل الاجتماعي

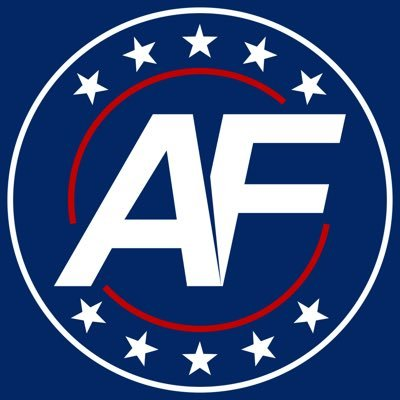
شعار أمريكا أولاً مع نيكولاس جيه فوينتيس

لقد اجتذب عرض فوينتيس، أمريكا أولاً، جمهورًا كبيرًا من المتابعين، الذين يشير إليهم فوينتيس باسم «جرويبيرز» أو «جيش جرويبير». يستشهد فوينتيس بترشيح دونالد ترامب ورئاسته باعتبارهما مصدر إلهام لأمريكا أولاً. في فبراير 2022، قامت منصة ترامب للتواصل الاجتماعي، تروث سوشل، بالتحقق من حساب فوينتيس.

### إزالة المنصة
تم حذف فوينتيس من العديد من مواقع التواصل الاجتماعي ومعالجات الدفع وغيرها من الخدمات. في يناير 2020، تم إلغاء الربح من قناة فوينتيس على اليوتيوب، وتم إزالة أحد مقاطع الفيديو الخاصة به بواسطة اليوتيوب بسبب انتهاكه لسياسات مكافحة خطاب الكراهية. تم حظر فوينتيس سابقًا من تويتش ومن ريديت. في 14 فبراير 2020، تم إغلاق قناته على اليوتيوب بسبب انتهاك سياسات خطاب الكراهية. في يناير 2020، ذكرت مجلة تايم أن فوينتيس كان صاحب البث المباشر الأكثر مشاهدة على منصة دي لايف. تعرضت دي لايف لانتقادات بسبب السماح لفوينتيس باستخدام منصتها.
في أعقاب هجوم مبنى الكابيتول الأمريكي في 6 يناير، تم تعليق قناته على دي لايف بشكل دائم بسبب «التحريض على الأنشطة العنيفة وغير القانونية». وفقًا لإيه بي سي نيوز في مارس 2021، تم تعليق حساب فوينتيس من «جميع» منصات التواصل الاجتماعي تقريبًا. وزعم فوينتيس أن حسابه المصرفي قد تم تجميده، وأنه تم وضعه على قائمة حظر الطيران الفيدرالية، وأنه تم حظره من استخدام إير بي إن بي وفيسبوك وإنستغرام. ووصف فوينتيس هذه الإجراءات بأنها «اضطهاد سياسي صريح».
كان موقع تويتر من بين آخر مواقع التواصل الاجتماعي الرئيسية التي حظرت فوينتيس، حيث أوقف حسابه الموثق إلى أجل غير مسمى في يوليو 2021. تم حظره أيضًا من الخدمات المالية والتجارة الإلكترونية، بما في ذلك باي بال وفينمو وباتريون وشوبيفاي وسترايب وستريملابز وكوين بيس. في 25 يناير 2023، تمت إعادة تفعيل حسابه الموثق على تويتر لفترة وجيزة. وبحسب هانا جايس، الباحثة البارزة في مركز قانون الفقر الجنوبي، فقد أشاد على الفور بأدولف هتلر وأونابومبر، وأعلن أن «اليهود يديرون الأخبار». قام تويتر بحظره مرة أخرى في اليوم التالي.
في ديسمبر 2021، قامت منصة التواصل الاجتماعي جيتر بتعليق حساب فوينتيس بشكل دائم. وقد تلقى الموقع ردود فعل عنيفة من قاعدة جماهير فوينتيس وكذلك من السياسية الأمريكية ويندي روجرز، التي كتبت، «ما الهدف من وجود بديل حر للتعبير عن الرأي لتويتر؟ ... وهذا لا يحترم حتى حرية التعبير؟» حظر جيتر بعد ذلك كل استخدام لكلمة «جرويبر» (بالإنجليزية: groyper)‏ على المنصة.

### المنصات البديلة وإعادة تنظيم تويتر
بعد إلغاء منصات البث المباشر من قبل مقدمي خدمات رئيسيين مثل تويتر ويوتيوب وفيسبوك وإنستغرام ودي لايف، تعاون فوينتيس مع ألكس جونز لإطلاق منصة البث المباشر الخاصة به، Cozy.tv، في أكتوبر 2021. وفقًا لرسائل نصية مسربة حصلت عليها منظمة كراهية ووتش التابعة لمركز قانون الفقر الجنوبي، حذرت ميلي ويفر، وهي موظفة في إنفو وورز، جونز سابقًا من الشراكة مع فوينتيس، زاعمة أن العديد من زملائه (وخاصة ماثيو كوليجان) كانوا مخبرين لمكتب التحقيقات الفيدرالي وأن الشراكة معه ستؤثر سلبًا على مبيعات خط جونز من المكملات الغذائية.
في 2 مايو 2024، قال إيلون ماسك إنه سيعيد حساب فوينتيس على إكس (تويتر سابقًا) «بشرط ألا ينتهك القانون، ويتركه يُسحق بالتعليقات وملاحظات المجتمع ». صرح ماسك، «لا يمكنني أن أدعي أنني مدافع عن حرية التعبير، ثم أحظر بشكل دائم شخصًا لم ينتهك القانون، بغض النظر عن مدى اختلافي مع ما يقوله». تناول ماسك ردود الفعل العنيفة من قبل أولئك الذين أعربوا عن مخاوفهم بشأن استغلال أفكار فوينتيس بقوله، «من الأفضل أن يكون هناك معارضة لأي شيء في العلن ليتم دحضه بدلاً من أن يغلي في الظلام». عد إعلان كس، أصدرت رابطة مكافحة التشهير بيانًا تدين فيه فوينتيس. تم إعادة تفعيل حساب فوينتيس في 3 مايو 2024.

## القضايا القانونية
في نوفمبر 2024، تم الكشف عن عنوان منزل فوينتيس في بيروين، إلينوي، على تويتر ردًا على سخرية فوينتيس من حقوق الإنجاب للمرأة في تغريدة له «جسدك، خياري». في يوم 10 نوفمبر/تشرين الثاني، اقتربت مارلا روز، وهي ناشطة من المدينة، من منزله وحاولت قرع جرس الباب. زُعم أن فوينتيس رش روز بغاز الفلفل قبل أن يدفعها إلى أسفل درجات منزله ويستولي على هاتفها، الذي كانت تستخدمه لتصوير التفاعل. في أعقاب هذه الحادثة، ألقي القبض على فوينتيس في 27 نوفمبر ووجهت إليه تهمة الاعتداء؛ وظهر لاحقًا أمام المحكمة في 19 ديسمبر.

## وصلات خارجية
- الموقع الرسمي